# 김범진 (기업인)
김범진(Beomjin Benjamin Kim)은 대한민국의 사업가이다.

## 생애
2006년에 연세대학교 화학공학과에 입학하였다. 커뮤니케이션 기술 전문 기업 시지온의 대표이사이다. 대한민국 최초의 소셜 댓글 서비스 라이브리를 개발하였다.